# Fred A. Leuchter
Frederick Arthur Leuchter (* 7. Februar 1943 in Malden, Massachusetts) ist ein US-amerikanischer Holocaustleugner. Er verfasste 1988 den sogenannten Leuchter-Report. Darin versuchte er zu beweisen, dass in den Gaskammern der nationalsozialistischen Vernichtungslager keine Vergasungen stattgefunden haben könnten.

## Ausbildung und Beruf
Leuchter wuchs in Massachusetts auf. 1964 schloss er ein Studium der Geisteswissenschaften an der Boston University mit dem bachelor of arts  ab. Er gibt vor, sich einen Ruf als technischer und organisatorischer Experte für Hinrichtungsapparaturen erworben zu haben, indem er für Strafvollzugseinrichtungen in den USA elektrische Stühle, Vorrichtungen für die letale Injektion und Gaskammern konstruiert und gewartet hat. Er verlieh sich selbst den Titel Execution Engineer und versuchte zudem, ein Berufsbild als Execution Technician (Hinrichtungstechniker) zu formen. Nach einem Bericht der New York Times lag der Schwerpunkt seiner Arbeit in der Entwicklung von „humanen“ Hinrichtungsmethoden. Seine Titulierung als Ingenieur und Hinrichtungsspezialist, etwa durch den französischen Neonazi und Holocaustleugner Robert Faurisson, war aber frei erfunden.

## Prozessgutachten
1988 wurde gegen den Deutschen Ernst Zündel, der damals in Toronto, Kanada, lebte, wegen seiner holocaustleugnenden Aktivitäten Anklage erhoben. Im Rahmen seiner Verteidigung beauftragte er Fred Leuchter als Gutachter, der prüfen sollte, ob in den Gaskammern der NS-Vernichtungslager Menschen vergast wurden. Leuchter besichtigte die Lager Auschwitz-Birkenau und Majdanek und entnahm unerlaubt jeweils einige Proben von den Wänden der dortigen Gaskammern. In seinem Gutachten stellte er fest, es seien keine nennenswerten Rückstände des zur Vergasung eingesetzten Blausäuregases Zyklon B nachweisbar gewesen. Die Räumlichkeiten könnten daher nicht für Massenvergasungen gedient haben. Für die chemische Analyse berief sich Leuchter auf die Firma Alpha Analytical Laboratories, die über den Verwendungszweck der Analysen nicht informiert waren und deshalb eingereichte Proben mit einem Mörser zerkleinerten und auf Stoffkonzentrationen untersuchten, welche typischerweise bei jüngeren industriellen Chemie-Unfällen zu erwarten gewesen wären. Die Analysen verliefen negativ und Leuchter widersprach in seinem darauf bauenden Gutachten den allgemein als historisch gesichert geltenden Erkenntnissen der Holocaustforschung.
Der weitere Prozessverlauf stellte Leuchters fachliche Qualifikation, Methodik und Messergebnisse in mehrfacher Hinsicht infrage:
- Seine Angabe, er sei als Ingenieur qualifiziert, erwies sich als Falschaussage. Er musste einräumen, die Berufsbezeichnung „Ingenieur“ zu Unrecht zu führen und so gut wie keine Fachkenntnisse in Physik, Chemie und Toxikologie zu besitzen.
- Er war nur insgesamt drei Tage lang im Konzentrationslager Auschwitz sowie einen Tag in Majdanek gewesen, ohne die jeweilige Leitung der Museumseinrichtungen zu informieren. Der tatsächliche Untersuchungszeitraum der Gaskammern war noch kürzer und gestattete keine umfassenden Untersuchungen zu chemischen Rückständen eines mehr als 40 Jahre zurückliegenden Gaseinsatzes.
- Methodik und anschließende Auswertung der von den Wänden der Gaskammern entnommenen „Proben“ blieben im Dunkeln, so dass die Schlussfolgerungen des Gutachtens als reine Behauptungen gewertet werden mussten.

Im Ergebnis wurde Ernst Zündel nach dem kanadischen False-News-Gesetz wegen „Verbreitung falscher Nachrichten“ verurteilt. Der vorsitzende Richter erklärte in seiner Urteilsbegründung sinngemäß:

„In dem Gutachten wird die Meinung geäußert, dass es niemals Vergasungen oder Hinrichtungen dort gegeben habe. Meiner Meinung nach, und nach dem, was hier vorgetragen wurde, liegt es jenseits seiner [Leuchters] Befähigung, eine solche Meinung begründet vertreten zu können […] Es mangelt ihm an Kompetenz zu beurteilen, was an den besagten Orten durchgeführt werden konnte oder nicht, wie er in seinem Bericht pauschal behauptet.“

## Nachspiele
1990 leitete das Massachusetts Board of Registration of Engineers in Boston ein Verfahren gegen Leuchter ein. Ihm wurde vorgeworfen, die Berufsbezeichnung Engineer (Ingenieur) zu missbrauchen, um „die Allgemeinheit zu täuschen“. Leuchter gab daraufhin eine schriftliche Erklärung ab, in der er versicherte, nie Ingenieur im rechtlich geschützten Rahmen des Staates Massachusetts gewesen zu sein.
1999 erstellte Errol Morris unter dem Titel Mr. Death: The Rise and Fall of Fred A. Leuchter, Jr. eine filmische Dokumentation über ihn. Seine und Zündels Anhänger behaupteten darin, dass jüdische Gruppen Leuchter verfolgt hätten, so dass er seine Firma verloren habe und seine Familie zerstört worden sei.

## Fachliche Widerlegung
Richard J. Green widerlegte zusammen mit Jamie McCarthy den Leuchter-Report in einem von David Irving angestrengten Prozess.
Leuchters Schlussfolgerung aus der Konzentration der Cyanid-Verbindungen wird allgemein nicht anerkannt. Blausäure ist für Warmblüter (und dazu gehören Menschen) deutlich giftiger als für Läuse. Von Ungeziefer befallene Kleidung musste daher erheblich länger und in erheblich höherer Konzentration dem Gas ausgesetzt sein. Um Läuse abzutöten, verwendet man das Gas in einer Konzentration von bis zu 16.000 ppm (parts per million) (1,6 %) bei einer Anwendungsdauer von bis zu 72 Stunden. Hingegen sind schon 300 ppm über einen Zeitraum von 15 Minuten für Menschen tödlich.
Anders als bei einer Entlausung wurden in den Gaskammern der Krematorien geringere Mengen an Blausäure für einen kürzeren Zeitraum eingesetzt. Daher konnte die freigesetzte Blausäure bei den Vergasungen von Menschen nur wenige Cyanid-Verbindungen bilden.
Die für die Entlausung vorgesehenen Entwesungskammern waren zu Kriegsende intakt geblieben. Die Gaskammern der Krematorien versuchte die SS mehr oder weniger erfolgreich zu sprengen (von Krematorium II und III sind Teile zerstört, Krematorium IV und V sind Ruinen), um sie vor der anrückenden Roten Armee zu verbergen. Die zerstörten Gebäude waren somit über 40 Jahre lang Witterungseinflüssen ausgesetzt, ihre Wände sind zum Teil erheblich ausgewaschen worden.
Erhalten geblieben ist die Gaskammer des Krematoriums I im Stammlager Auschwitz. Nach der Errichtung des Nebenlagers Birkenau war ihre Funktion als Gaskammer überflüssig, es wurde ein Schutzbunker daraus gebaut. Nach dem Krieg wurde die ursprüngliche Version der Gaskammer für die Besucher des Museums Auschwitz wieder errichtet. Auch ihre Wände enthalten Spuren von Cyanid-Verbindungen, die geringe Konzentration erklärt sich hier aus dem Umstand, dass diese Gaskammer nur kurze Zeit in Betrieb war und zum Schutzbunker umfunktioniert wurde. Die geringeren Konzentrationen sind somit aus mehreren Gründen in Vergasungskammern zu erwarten und daher kein Hinweis, dass die Vergasungen nicht stattgefunden haben können.
Leuchters Schlussfolgerungen in Bezug auf die Explosionsgefahr werden nicht anerkannt, weil ein Luft-Zyklon-B-Gemisch nur bei entsprechend hoher Konzentration von Zyklon B explosiv ist. Blausäure ist in einer Konzentration von 300 ppm (0,03 %) für Menschen nach wenigen Minuten tödlich; die für eine Explosion nötige Minimalkonzentration von Blausäure liegt jedoch bei 56.000 ppm (5,6 %). Das für die Tötung eingesetzte Gasgemisch konnte daher in direkter Nähe zu den Krematorien ohne Explosionsgefahr eingesetzt werden.
Bezüglich der beobachteten Zeitspanne nach der Exekution und der Räumung der Gaskammern wird Leuchters Aussage dahingehend kritisiert, dass in den Gaskammern, anders als von ihm behauptet, durchaus Entlüftungsanlagen (Absaugeinrichtungen, die nach dem Vorgang der Vergasung durch Zyklon B den Raum in kurzer Zeit entgiften sollten) eingebaut waren. Diese Anlagen wurden kurz vor der Befreiung von Auschwitz demontiert und ins KZ Mauthausen verbracht. Die Giftigkeit war durch langjährige Erfahrungen mit der Entlausung von Kleidungsstücken bekannt, deshalb wurden vorsorglich Maßnahmen getroffen, die die Notwendigkeit einer längeren Außerbetriebnahme überflüssig machten. Außerdem wurden bei der Räumung der Gaskammer häufig zusätzlich Gasmasken eingesetzt.
Die heute gültige maximale Arbeitsplatz-Konzentration beträgt für Blausäure 1,9  ml/m³ = 1,9 ppm = 2,1 mg/m³. Dieser Wert wird in geschlossenen Räumlichkeiten sehr schnell unterschritten, wenn Luft aus der Umgebung in den Raum eintritt. Hinzu kommt, dass Blausäure unter Normalbedingungen bereits bei 25,7 °C siedet und sich deshalb in der Nähe dieses Temperaturbereiches wie ein Dampf verhält. Ein dauerhaftes Verbleiben des Stoffes innerhalb der Gaskammern über einen längeren Zeitraum war daher zu keinem Zeitpunkt zu erwarten. Eine Räumung nach 30 Minuten ist demnach kein Indiz für eine Erfindung, sondern mit den technischen Gegebenheiten der Gaskammern völlig vereinbar.
Leuchter ist gleichwohl auf verschiedenen Kongressen der Holocaustrevisionisten mit seinen Thesen hervorgetreten und hat Nachahmer gefunden. Er wurde 1991 in der Bundesrepublik Deutschland zu einer Geldstrafe verurteilt, als er als Zeuge im Prozess gegen Günter Deckert den Holocaust öffentlich leugnete. 1994 wurde er deswegen erneut festgenommen.